# 2MASS J02431371−2453298
2MASS J02431371−2453298 (förkortat 2MASS 0243−2453) är en ensam stjärna belägen i mellersta delen av stjärnbilden Ugnen. Den har en skenbar magnitud av ca 15,4 och kräver ett kraftfullt teleskop för att kunna observeras. Baserat på uppmätt parallax på ca 93,46 mas beräknas den befinna sig på ett avstånd av ca  35ljusår (ca  10,7parsec) från solen.

## Observation
2MASS 0243−2453 upptäcktes 2002 av Adam J. Burgasser et al. från Two Micron All-Sky Survey (2MASS), utförd från 1997 till 2001. Uppföljande observationer gjordes 1998–2001 med hjälp av Near-Infrared Camera, monterad på Palomar 60-tums teleskop, CTIO Infrared Imager (CIRIM) och Ohio State Infrared Imager/Spectrometer (OSIRIS), monterad på Cerro Tololo Inter-American Observatory (CTIO) 1,5 m teleskop och några ytterligare observationer gjordes med hjälp av Near Infrared Camera (NIRC), monterad på Keck I 10 m-teleskop, och nearinfrared-kamera D78, monterad på Palomar 5 m Hale-teleskopet. År 2002 publicerade Burgasser et al. en artikel, där de definierade nya spektralundertyper T1—T8, och presenterade upptäckten av 11 nya bruna dvärgar av T-typ, bland vilka också fanns 2MASS 0243-2453. Dessa 11 objekt var bland de tidigaste bruna dvärgarna av T-typ som någonsin upptäckts. Dessförinnan fanns det 13 kända objekt av spektraltyp T och upptäckterna ökade det till 24 (bortsett från ytterligare dvärgar av T-typ, identifierade av Geballe et al. 2001 i SDSS-data).
Uppskattningar av avståndet till 2MASS J02431371−2453298 har varit
| Källa                    | Parallax, mas | Distans, parsec | Distans, ljusår | Ref.  |
| ------------------------ | ------------- | --------------- | --------------- | ----- |
| Vrba et al. (2004)       | 93,62 ± 3,63  | 10,68 ± 0,41    | 34,84 ± 1,35    | [ 6 ] |
| Manjavacas et al. (2018) | 93,46 ± 3,49  | 10,7 ± 0,4      | 34,9 ± 1,3      | [ 3 ] |

Positionen för 2MASS 0243-2453 skiftar på grund av dess egenrörelse med 0,3548 bågsekunder per år.  

## Egenskaper

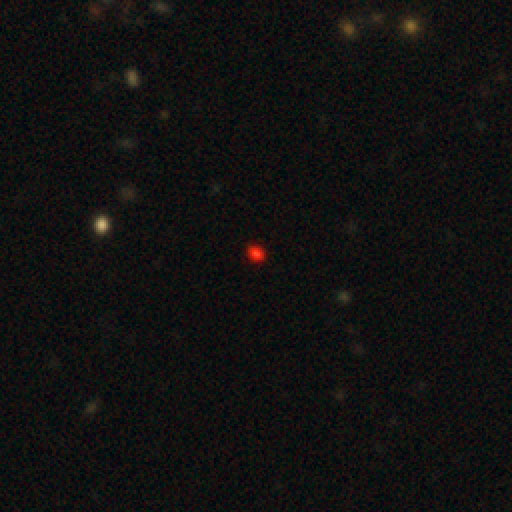
2MASS 0243−2453
Källa: äldre undersökningar

2MASS J02431371−2453298 är en brun dvärg av spektralklass T6.  Med hjälp av en evolutionär modell uppskattas dess yttemperatur till 1 040–1 100 K och dess massa uppskattas till 2,4–4,1 procent av solens, dess diameter 0,092 till 0,106 av solens och åldern 0,4 –1,7 miljarder år.
Som med andra bruna dvärgar av spektraltyp T, domineras dess spektrum av metan. Liksom annan brun dvärg av spektralklass T, uppvisar 2MASS J0243−2453 ingen optisk variation, vilket tyder på att dess övre atmosfär är fri från moln.